# David Hauss
David Hauss (* 1. Februar 1984 in Paris) ist ein ehemaliger französischer Triathlet. Er ist Vizejuniorenweltmeister (2002, 2003), EM- sowie WM-Dritter des Jahres 2010, Olympiastarter (2012) und Triathlon-Europameister (2015).

## Werdegang
1997 ging David Hauss bei seinem ersten Triathlon an den Start. Wie auch Emmie Charayron, Laurent Vidal oder Charlotte Morel gehörte Hauss dem Triathlon-Team der französischen Armee an (Equipe de France militante de Triathlon). Er startete im Kader der 1. Mannschaft (1. Bundesliga) für das EJOT Team TV Buschhütten.

### Vizejuniorenweltmeister Triathlon 2002
In den Jahren 2002 und 2003 wurde er im Triathlon Vizejuniorenweltmeister.
David Hauss nahm auch an der französischen Clubmeisterschaftsserie Grand Prix de Triathlon teil. Wie viele französische Top-Triathleten (z. B. Emmie Charayron) trat er für den Verein Lagardère Paris Racing an. In der Saison 2011 nahm er nur an einem der Lyonnaise-Triathlonbewerbe teil: in Nizza (24. April 2011) wurde er Sechster und war hinter Steffen Justus Zweitbester seines Clubs.

### Olympische Sommerspiele 2012
Er konnte sich zusammen mit Laurent Vidal für einen Startplatz bei den Olympischen Spielen 2012 qualifizieren und erreichte im August in London den vierten Rang.

### Europameister Triathlon 2015
Im Juli 2015 wurde er in Genf Europameister auf der Triathlon-Kurzdistanz. Bemerkenswert war hier, dass er beim letzten Wechsel auf Schuhe verzichtete und die Laufdistanz barfuß absolvierte. Er wurde trainiert von Joel Hauss.

Seit 2017 tritt Hauss nicht mehr international in Erscheinung.
David Hauss lebte in Les Avirons, La Réunion und in Saint-Raphaël. Seit September 2012 ist er mit der ehemaligen Schweizer Profi-Triathletin Melanie Hauss (* 1982) verheiratet. Die beiden wohnen zusammen in Schönenwerd und haben zwei Söhne.

## Sportliche Erfolge
| Datum/Jahr    | Rang | Wettbewerb                                     | Austragungsort    | Zeit     | Bemerkung                                                                                         |
| ------------- | ---- | ---------------------------------------------- | ----------------- | -------- | ------------------------------------------------------------------------------------------------- |
| 28. Mai 2016  | 43   | ETU Triathlon European Championships           | Lissabon          | 01:55:49 | Europameisterschaft auf der olympischen Distanz                                                   |
| 11. Juli 2015 | 1    | ETU Triathlon European Championships           | Genf              | 01:52:55 | Europameister auf der olympischen Distanz                                                         |
| 14. März 2015 | 1    | ITU Triathlon World Cup                        | Mooloolaba        | 00:55:22 |                                                                                                   |
| 15. Sep. 2013 | 12   | ITU World Championship Series 2013             | London            | 01:49:37 | beim Grand Final der Triathlon-Weltmeisterschaftsserie 2013                                       |
| 8. Sep. 2012  | 5    | Alpen-Triathlon                                | Schliersee        | 02:02:16 |                                                                                                   |
| 7. Aug. 2012  | 4    | Olympische Sommerspiele 2012                   | London            | 01:47:14 |                                                                                                   |
| 14. Apr. 2012 | 4    | ITU World Championship Series 2012             | Sydney            | 01:51:30 | beim Auftaktrennen                                                                                |
| 24. Sep. 2011 | 10   | FRA National Triathlon Championships           | Villiers-sur-Loir |          | auf der olympischen Distanz                                                                       |
| 24. Juni 2011 | 13   | ETU Triathlon European Championships           | Pontevedra        |          | Europameisterschaft auf der olympischen Kurzdistanz                                               |
| 21. Aug. 2010 | 3    | ITU Sprint Triathlon World Championships       | Lausanne          |          | Dritter bei der Erstaustragung (750 m Schwimmen, 20 km Radfahren und 5 km Laufen)                 |
| 3. Juli 2010  | 3    | ETU Triathlon European Championships           | Athlone           |          | Dritter bei der Triathlon-Europameisterschaft auf der olympischen Kurzdistanz                     |
| 5. Juli 2009  | 29   | ETU Triathlon European Championships           | Rijssen-Holten    | 01:48:13 | Europameisterschaft auf der olympischen Distanz (1,5 km Schwimmen, 40 km Radfahren, 10 km Laufen) |
| 31. März 2007 | 2    | ATU Triathlon African Championships            | Le Coco Beach     |          |                                                                                                   |
| 3. März 2007  | 1    | ITU African Cup Triathlon                      | Langebaan         | 01:55:34 |                                                                                                   |
| 10. Sep. 2005 | 5    | ITU Triathlon World Championship U23           | Gamagōri          |          | U23-Triathlon-Weltmeisterschaft                                                                   |
| 9. Mai 2004   | 19   | ITU Triathlon World Championship U23           | Madeira           |          | U23-Triathlon-Weltmeisterschaft                                                                   |
| 6. Dez. 2003  | 2    | ITU Triathlon World Championship Junior Men    | Queenstown        | 01:01:40 | Vizejuniorenweltmeister                                                                           |
| 9. Nov. 2002  | 2    | ITU Triathlon World Championship Junior Men    | Cancún            |          | Vizejuniorenweltmeister (750 m Schwimmen, 20,9 km Radfahren und 5,4 km Laufen)                    |
| 6. Juli 2002  | 8    | ETU Triathlon European Championship Junior Men | Győr              |          | Europameisterschaft Junioren                                                                      |

| Datum/Jahr   | Rang | Wettbewerb                  | Austragungsort | Zeit     | Bemerkung                     |
| ------------ | ---- | --------------------------- | -------------- | -------- | ----------------------------- |
| 3. Sep. 2017 | 7    | Swimrun World Championships | Schweden       | 08:40:21 | im Team mit Cederic Fleureton |

(DNF – Did Not Finish)